# Letrero de cerveza Grain Belt
El letrero de cerveza Grain Belt es un letrero histórico en la isla Nicollet en Mineápolis, Minnesota, Estados Unidos. Originalmente se construyó como un letrero de neón que mostraba un tapón de botella de cerveza Grain Belt para el Marigold Ballroom en 1941. En el momento de su construcción, era uno de los carteles de neón más grandes de Estados Unidos. En 1950, se trasladó a su ubicación actual en la isla Nicollet. Después de que la cervecería Grain Belt cerró en la década de 1970, el cartel cayó en desuso y en mal estado. En la década de 2010 se llevó a cabo un esfuerzo por renovar y remodelar el letrero, y en 2017 se pasó de neón a led. Fue agregado al Registro Nacional de Lugares Históricos en 2016.

## Historia
En un intento de posicionarse bien tras el levantamiento de la Prohibición, la Minneapolis Brewing Company erigió varios letreros de cerveza Grain Belt en Mineápolis en 1938, incluido uno en el Marigold Ballroom y otro en 101 East Hennepin Avenue. El letrero actual con el diseño de la tapa de la botella fue construido en 1941 por la General Outdoor Advertising Company por $5000 ($106 889 in 2024). Reemplazó al antiguo letrero del salón de baile Marigold y se erigió en abril de 1941. La estructura de 100 pies (30,5 m)  presenta una tapa de botella con el logotipo de Grain Belt Beer en forma de diamante en su interior. La parte superior del letrero de 52 pies (15,8 m) por 63 pies (19,2 m) presenta una letra «M» dentro de un círculo, que representa a la Minneapolis Brewing Company. En el momento de su construcción, era uno de los carteles de neón más grandes de Estados Unidos.: 87  El cartel fue retirado en marzo de 1950 y trasladado a su ubicación actual en la isla Nicollet en junio del mismo año. Ubicado junto al puente de la Avenida Hennepin, el cartel tenía una fuerte presencia y era difícil de pasar por alto para aquellos que salían del centro hacia el este.
El letrero de neón iluminaría secuencialmente cada letra de «Grain Belt Beer».: 98  Después de 1975, cuando cerró la cervecería Grain Belt, el cartel se encendió solo ocasionalmente. El cartel recibió una renovación de 125 000 dólares en 1989 y se volvió a encender ceremonialmente, pero se apagó nuevamente en 1991 después de que el costo de la iluminación se volviera prohibitivo.: 98  Fue iluminado brevemente por un foco para promocionar la cerveza Grain Belt Nordeast el 14 de abril de 2010. Winthrop Eastman, propietario del cartel, dijo que anhelaba que se volviera a encender de forma permanente; sin embargo, los aspectos prácticos de renovar miles de pies de tubos de neón y más de 1000 bombillas incandescentes crearon obstáculos. Los obstáculos políticos que afectan a los residentes de la zona también complicaron la cuestión.

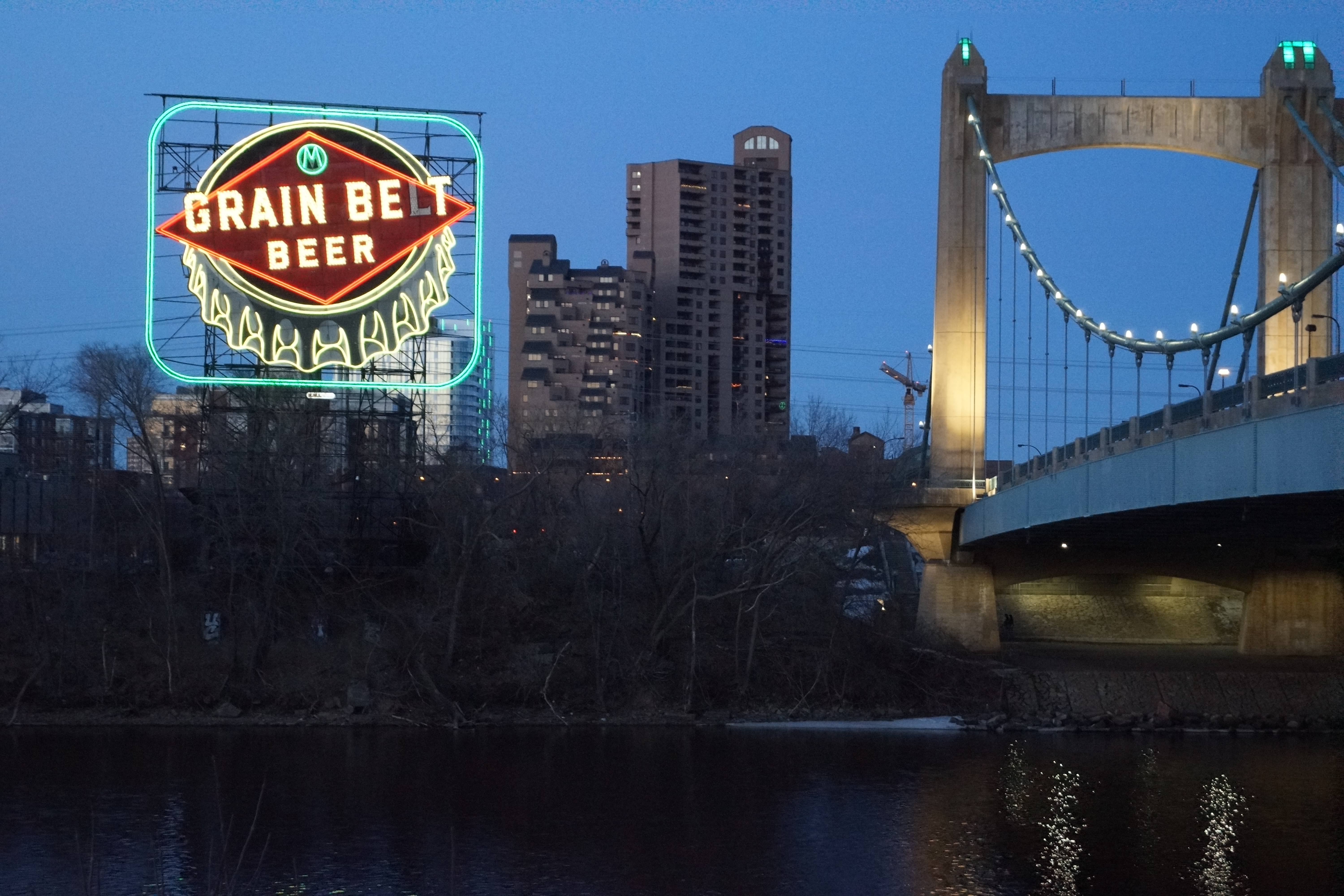
El cartel iluminado por la noche junto al puente de la avenida Hennepin.

El cartel comenzó a cobrar nueva vida en 2014, cuando August Schell Brewing Company inició conversaciones para comprarlo. La empresa había adquirido la marca Grain Belt en 2002, pero el cartel no había sido incluido. Schells compró el cartel en 2016, con la esperanza de volver a iluminarlo en 2017. La fachada de porcelana del cartel necesitaba limpieza y había que quitar los grafitis del reverso. Sus tubos de neón y bombillas incandescentes fueron sustituidos por led. Si bien iluminar el cartel solía costar 4000 dólares al mes (48 000 dólares al año), con la nueva iluminación se proyectaba solo 7500 dólares al año. El 30 de diciembre de 2017, el cartel se volvió a encender a tiempo para el Super Bowl LII. La compra y las renovaciones combinadas le costaron a Schell alrededor de $500 000 ($641 393 in 2024).
El cartel fue agregado al Registro Nacional de Lugares Históricos el 4 de agosto de 2016. Es uno de los pocos carteles exteriores del siglo XX que quedan en la ribera del río Mineápolis.